# Mikhaïl Saltykov-Chtchedrine
Pour les articles homonymes, voir Saltykov et Chtchedrine.
 (octobre 2017).
 (septembre 2016).
Améliorez-le ou discutez des points à vérifier. 
 (janvier 2016).
Si vous disposez d'ouvrages ou d'articles de référence ou si vous connaissez des sites web de qualité traitant du thème abordé ici, merci de compléter l'article en donnant les références utiles à sa vérifiabilité et en les liant à la section « Notes et références ».
Mikhaïl Evgrafovitch Saltykov-Chtchedrine (en russe : Михаил Евграфович Салтыков-Щедрин), né le 15 janvier 1826 (27 janvier dans le calendrier grégorien) à Spas-Ougol, dans l'oblast de Tver, et mort le 28 avril 1889 (10 mai dans le calendrier grégorien) à Saint-Pétersbourg, est un écrivain et satiriste russe.

## Biographie
Mikhaïl Evgrafovitch Saltykov est le sixième enfant d'une famille peut-être apparentée aux princes russes Saltykov du côté paternel, et de marchands anoblis du côté maternel. En août 1836, il commence des études dans un établissement renommé de Moscou, l'institut de la noblesse. En 1838, il est envoyé au lycée de Tsarskoïe Selo. En 1843, Le lycée Impérial est transféré à Saint-Pétersbourg. La discipline se durcit. Saltykov termine ses études en 1844, assez médiocrement, et entame une carrière de fonctionnaire au ministère de la Guerre.
En 1841, Saltykov publie quelques vers dans la Bibliothèque de lecture, et en 1847, sous le pseudonyme de Nepanov, un roman imité de George Sand, Les Contradictions. Son roman, réputé innocent en 1847, est jugé délictueux en 1848. Tout comme Fiodor Dostoïevski (mais un peu avant lui), il fréquente le cercle de Petrachevski.
Sa veine et sa verve se développent plus tard, sous l'influence des idées socialistes, et probablement aussi de l'exil prolongé qu'il subit. Il doit sa liberté, huit ans après, seulement à la réaction libérale qui accompagne l'accession au trône d'Alexandre II en 1855.
Saltykov-Chtchedrine fait partie des journalistes de la revue des frères Dostoïevski lors de sa création en 1861, Le Temps. Dostoïevski loue son talent, mais Chtchedrine devient ensuite son adversaire le plus cruel. Quand Le Temps cesse de paraître et que l'Époque le remplace, Chtchedrine le surnomme Le Jupon par dérision.
Alors paraissent dans Le Messager russe ses Esquisses provinciales, qui semblent une continuation des Âmes mortes de Nicolas Gogol, avec moins d'humour et plus d'âpreté, une verve enragée. Appartenant à une des familles les plus aristocratiques du pays, le flagellateur fait maintenant figure de personnage officiel, gouverneur de Riazan d'abord, puis de Tver.

### Pseudonyme de Chtchedrine
Cette carrière administrative convient peu à Saltykov. En 1868, le fonctionnaire Saltykov disparait pour toujours derrière Chtchédrine, collaborateur du Contemporain, puis, après la suppression de cette revue, co-rédacteur avec Nekrassov des Annales de la Patrie, qui cessent de paraître à leur tour en 1884. Sa physionomie littéraire se précise à ce moment. Il est et il reste presque jusqu'à son dernier trait de plume le tortionnaire de la presse et de la société contemporaine, évoquant successivement à la chambre de question et fustigeant ou marquant au fer rouge toutes les catégories sociales, toutes les nuances d'opinion et tous les groupes, y compris le sien.

### Esquisses provinciales (1856-1857)
Dans ses Esquisses, c'est d'abord la bureaucratie provinciale qu'il critique. C'est sa première œuvre caractéristique. Avant les réformes, dès 1857, il accuse d'abus l'administration bureaucratique et affirme sa sympathie pour la classe des paysans.
Ainsi, un juge d'instruction :

« — Quel droit ai-je d’avoir une conviction ? À qui est-il nécessaire que j’en aie une ? Une seule fois, parlant au Président, je me suis avisé de dire : Selon moi... Il m’a regardé et je n’ai jamais recommencé. Qu’ai-je besoin de savoir si un crime a été vraiment commis, ou non ? Est-il prouvé ? Toute la question est là. »

À côté de ce magistrat, en voici un autre qui sympathise avec les inculpés et veut croire à leur innocence :

« — Pourquoi ne me bats-tu pas ? lui crie un des coquins qu’il interroge avec douceur. Bats-moi donc ! Je dirai peut-être quelque chose. »

Ainsi sont mis en évidence, du haut en bas de l’échelle, les phénomènes identiques de perversion et d’avilissement du sens moral : manque de caractère, corruption, mensonge, se reproduisant sous diverses formes à tous les degrés ; tyrannie insolente en haut, esclavage rampant en bas ; formalisme et vie mécanique partout, avec un mince vernis de civilisation recouvrant toutes ces misères.
L'idée constante de Saltykov semble être qu'il n'y a, au fond, rien de changé en Russie, depuis le XVIIIe siècle ; la démoralisation, l’obscurantisme et la barbarie y sont restés au même point ; l'œuvre libérale de 1860 n'a servi elle-même qu'à produire des phénomènes nouveaux de décomposition morale.

Le procédé habituel de Chtchédrine, dans les Esquisses, est l’ironie froide, des manières de pince-sans-rire, comme dans le tableau enchanteur de la vie idyllique et patriarcale, dont les habitants de Kroutogorsk font leurs délices : 

« Seigneur Dieu, n’étaient les employés de police et les puces, quel paradis cela ferait ! »

### Après la guerre de Crimée
Dans les œuvres qui suivent, l'auteur élargit sa manière, en étendant aussi le champ de son observation. Après la guerre de Crimée, il s'en prend à l'espèce de renaissance intellectuelle et morale suscitée par cette banqueroute du patriotisme officiel ; il en dénonce la phraséologie vide, et tout progressiste qu'il soit, plaisante les idées nuageuses de progrès qui y flottent à l'état vaporeux.
De 1861 à 1867, il passe en revue les types de transition créés par la grande réforme : propriétaires ne sachant quel parti tirer de leur nouvelle situation ; marchands d'eau-de-vie ; entrepreneurs de chemin de fer et usuriers exploitant cette situation et seuls bénéficiaires de l'acte émancipateur ; gouvernants effrayés par les conséquences de leur œuvre ; auteurs variant d'un jour à l'autre dans leur façon de l'apprécier. Avec les nouveaux représentants des classes dirigeantes, « les hommes de culture » qu'elle s'est donnés, la Russie ressemble à un vase lavé extérieurement : le dedans reste tout aussi malpropre.

C'est le sens de l'Histoire d'une ville, des Satires en prose, des Récits innocents, des Figures du temps, et du Journal d'un provincial. Écoutez les doléances de ce pomechtchik (propriétaire rural) réduit à payer sa place au théâtre de Saint-Pétersbourg pour entendre la Schneider. Cette divette, si jolie soit-elle, ne vaut pas une Palachka du bon vieux temps ; en la regardant et en l'écoutant, quelque plaisir qu'on y trouve, on ne peut pas se dire : 

« Elle est à moi ; j'en ferai demain,tout à l'heure, ce qu'il me plaira ; s'il me plaît, je lui ferai couper les cheveux ; s'il me plaît encore, je la marierai à Antip, le pâtre... Hélas ! nous ne pouvons plus faire de mal, fût-ce à une poule ! »

De 1867 à 1881, nouvelle série d'esquisses, dominées par le type des Messieurs de Tachkent, hommes de culture d'espèce particulière, champions de l'instruction sans alphabet et chercheurs de fortune sans travail.
La ville et les environs de Tachkent étaient devenus, à cette époque, une sorte de Klondyke. Des allusions obscures aux événements du temps, ainsi que des longueurs et des divagations fréquentes, rendent la lecture de ces volumes difficile et ingrate. La verve de l'auteur y paraît d'ailleurs un peu forcée.

### Les Golovlev
Les Golovlev font exception. C'est le chef-d'œuvre de Chtchédrine.
L'histoire de cette famille Golovlev est le plus terrible acte d'accusation qui ait jamais été dressé contre une société.
Chtchédrine  s'est proposé, cette fois, de montrer les reliques du vieux régime, de la vie patriarcale et de la culture qui lui était propre, perpétués, après la réforme, au sein d'une famille de pomechtchiks.
Ils sont trois frères, livrés à peu près à eux-mêmes par un père idiot et une mère qu'absorbe le souci d'arrondir le patrimoine commun. Quand ils sont grands, on les lâche dans la vie avec une maigre provision, et bonne chance! S'ils ne réussissent pas, on leur donne le vivre et le couvert à la ferme.
De désespoir, l'aîné s'adonne à la boisson et en meurt. Le second suit la voie paternelle et sombre dans une demi-démence. Le troisième est le préféré. Ses frères l'appellent Petit Judas (Ioudouchka, Иудушка) et Buveur de sang (Кровопийца).
Adroitement, il engage sa mère à opérer un partage du bien qu'elle a amassé, se fait avantager d'abord, puis réussit à accaparer tout. Il a deux fils, qui à leur tour doivent se débrouiller dans le monde. L'un veut contracter un mariage d'amour. « A ta guise! » dit le père. Mais, l'union consommée, il coupe les vivres au jeune couple. Encore un suicide.
Le second fils, qui est officier, arrive un soir à la maison, pâle, défait. Il a perdu au jeu l'argent du régiment.

« — C'est malheureux, observe tranquillement Ioudouchka ; allons prendre le thé.
— Mais que vais-je faire?
— C'est ton affaire ; j'ignore sur quelles ressources tu comptais en jouant. Allons prendre le thé.
— Mais 3 000 roubles ne sont rien pour vous. Vous êtes trois fois millionnaire !
— C'est possible, mais cela n'a rien de commun avec ton aventure. Allons prendre le thé. »

Et dégradé, condamné aux travaux forcés, le malheureux meurt à l'hôpital du bagne.
Ioudouchka a une maîtresse, fille d'un pope, dont il a fait d'abord la gouvernante de sa maison. On le prévient qu'elle va accoucher. Il s'indigne qu'on l'ait interrompu au milieu de ses prières. Car il est dévot.

« — Mais que deviendra l'enfant?
 — Quel enfant?
— Le vôtre. Eupraxie va être mère.
— Je l'ignore et veux l'ignorer. »

L'enfant ira à l'asile.
Ioudouchka possède encore deux nièces, qui n'ayant pas de pain à la maison, se font actrices en province. L'aînée, bientôt écœurée, s'empoisonne en engageant sa sœur à en faire autant.

« Bois donc, lâche ! »

La pauvre manque de courage, et, à bout de ressources, se réfugie chez son oncle. Ioudouchka lui propose cyniquement de remplacer Eupraxie. Elle se révolte, se sauve, puis revient ; mais elle n'est plus séduisante. Sa santé est ruinée et elle boit. Une nuit, Ioudouchka la surprend en tète à tête avec Eupraxie, vidant des verres d'eau-de vie et chantant des chansons obscènes. Il l'emmène et devient désormais le compagnon de ses orgies nocturnes. Dans la maison silencieuse, à eux deux, ils se grisent, finissent par se quereller et se jettent à la face des injures atroces. Dans la fumée de l'eau-de-vie, leur passé commun se dresse devant leurs yeux, peuplé de souvenirs abominables, de hontes et de crimes, de souffrances et d'abjections sans nom, et peu à peu, dans l'âme hallucinée du « buveur de sang », une demi-conscience se lève aussi, avec la terreur des responsabilités encourues. C'est horriblement beau.
Ioudouchka est dévot. Au cours des longues journées solitaires, il ne quitte sa table de travail et la supputation laborieuse de ses revenus et de ses gains que pour de longues stations devant les images saintes.
Chtchédrine a voulu réaliser le type d'un Tartuffe original, à demi dupe de sa propre hypocrisie, croyant en Dieu, mais incapable de rattacher sa foi à aucun principe moral. Les veillées orageuses en compagnie de cette nièce qu'il a jetée dans un abîme de misère, les reproches dont elle l'accable et les remords qu'elle finit par éveiller en lui font qu'il se laisse envahir par l'idée, puis par le désir d'une expiation nécessaire, et, un matin d'hiver, après avoir longuement prié devant un Christ couronné d'épines, Ioudouchka va se tuer sur la tombe de sa mère.
Un pareil tableau ne comporte qu'une explication plausible : c'est la fin du groupe social entier qu'il est censé représenter ; la mort sans retour possible à la vie : les vers y sont déjà. Pourriture et néant. Et c'est une fausseté, ou tout au moins une exagération.
Au fond, les  propriétaires ruraux de l'époque formaient simplement une catégorie spéciale parmi « les hommes de trop », et Chtchédrine l'a admirablement compris et montré lui-même dans « Le Spleen » (Dvorianskaïa Khandra, Дворянская Хандра), en peignant l'agonie d'un poméchtchik, qui, dans sa campagne, se trouve tout à coup isolé, bon à rien et comme enterré déjà.
Il a perdu le droit d'avoir besoin de ses paysans et ses paysans ont cessé d'avoir besoin de lui. Il se sent désespérément inutile. Mais c'est tout et ce n'est évidemment que passager.
Dans le portrait de Ioudouchka et dans la physionomie du petit monde qui l'entoure on voit réunis des traits d'observation profonde et réalisée une puissance dramatique considérable ; mais l'auteur s'y montre poète plutôt que sociologue, le poète de la caricature.

### Satiriste
Saltykov n'est cependant jamais un romancier au sens propre du mot. Dans la préface de ses Tachkentsy, il va jusqu'à condamner cette forme littéraire, comme prescrite, ne répondant plus aux besoins du temps.
Ses récits ne contiennent aussi généralement aucun élément d'intérêt romanesque et constituent plutôt des essais d'analyse et de critique sociale, compromis par une part assez grande de fantaisie et un parti pris égal d'exagération. Dimitri Pissarev n'y voyait que « du rire pour rire ».
Après 1880, le fécond écrivain modifie d'ailleurs une fois de plus sa manière. Le tumulte intellectuel et politique des années précédentes s'est apaisé : plus de grands mouvements et d'âpres conflits. Et, en composant ses Bagatelles de la vie, Chtchédrine semble se mettre au diapason commun, s'appliquant à montrer le rôle, dans la vie, des petits détails, qui l'absorbent et la mangent.
Après quoi, passant de l'analyse à la synthèse, il envisage, dans ses Contes, les éléments généraux communs à l'existence de tous les peuples, à travers tous les temps.
En dépit de quelques contradictions trop apparentes qui déparent cette partie de son œuvre, on peut dire qu'il s'y est égalé aux plus grands écrivains européens. Le ton général est celui d'un sceptique et d'un pessimiste à fond, ayant perdu la foi dans l'humanité et concevant la lutte pour la vie comme la loi suprême de l'existence. Tel semble bien le sens du Pauvre loup, par exemple, que l'auteur nous montre obligé de voler et de tuer pour vivre. Mais voici qu'à côté, dans les Contes de Noël, remplis de pathos, pénétrés d'un sentiment religieux profond, une note toute différente éclate : la foi dans l'amour divin relevant l'humanité de toutes ses misères.
De ses contradictions et de ses erreurs de jugement, Chtchédrine a paru vouloir, vers la fin de sa vie, faire amende honorable, en écrivant Le Bon Vieux Temps (Pochékhonié d'autrefois) , une évocation de la vie des propriétaires ruraux d'avant la réforme, et c'est, pour le coup, une épopée où des traits d'humanité et d'amour chrétien rachètent quelques rares défaillances et quelques ridicules.

## Œuvres traduites en français
- Nos petits Bismarcks (Помпадуры и помпадурши, Messieurs et Mesdames de Pompadour, 1863-1874), croquis satiriques
- Histoire d’une ville (en) (История одного города, 1869-1870), chronique fictive
- Contes (Сказки, 1869-1886)
  - Le Pomèchtchik sauvage (Дикий помещик, 1869)
  - Les Généraux et le Moujik /  Comment un moujik parvint à nourrir deux généraux (Повесть о том, как один мужик двух генералов прокормил, 1869)
  - Conscience perdue (Пропала совесть, 1869)
  - Le Carassin idéaliste (Карась-идеалист, 1884)
  - Bogatyr (Богатырь, 1886)
  - La Rosse
- Les Messieurs Golovleff / Les Golovlev (en) / La famille Golovlev (Господа Головлёвы, 1880), roman
- Berlin et Paris, voyage satirique à travers l'Europe. La conscience perdue (За рубежом, 1881), journaux de voyage satiriques

- Pochékhonié d'autrefois / Le Bon Vieux Temps (Пошехонская старина, 1887-1889), roman semi-autobiographique 
  - Anfissa Porfirievna et Mavroucha, chapitres du roman, publiés sous le titre Deux récits

## Éditions françaises
- Trois contes russes de Chtchédrine  (trad. du russe par Ed. O'Farell), Paris, Librairie des bibliophiles, 1881
- N. Chtchédrine (trad. du russe par Serge Nossoff), Nos petits Bismarcks, Paris, Louis Westhausser, 1887
- N. Tchédrine (trad. du russe par Michel Delines), Berlin et Paris, voyage satirique à travers l'Europe. La conscience perdue, Paris, Louis Westhausser, 1887
- Chtchédrine (trad. du russe par Marina Polonsky et G. Debesse, préf. Marina Polonsky), Les Messieurs Golovleff, Paris, Albert Savine, 1889
- Chtchédrine (trad. du russe par Mme M. Polonsky et G. Debesse), Pochékhonié d'autrefois. Vie et aventures de Nikanor Zatrapézny, Paris, Albert Savine, 1892, 368 p.
- Saltykov-Chtchedrine (trad. du russe par Sylvie Luneau), Les Golovlev, Paris, Gallimard, coll. « Les Classiques russes », 1949
- Saltykov-Chtchedrine (trad. du russe par Sonia Adrien et Gaston Cohen, préf. Jean Perus), La famille Golovlev, Paris, Éditeurs français réunis, 1955, 361 p.
- Nicolas Leskov et Saltykov-Chtchédrine (trad. du russe par Louis Martinez et Sylvie Luneau, préf. Louis Martinez), Œuvres, Paris, Gallimard, coll. « Bibliothèque de la Pléiade », 1967, 1674 p.
- M.E. Saltykov-Chtchédrine (trad. du russe par Louis Martinez), Histoire d'une ville, Gallimard, coll. « Folio », 1994, 304 p. (ISBN 2070388336)
- Mikhaïl Saltykov-Chtchédrine (trad. du russe par Luba Jurgenson), Le Bon Vieux Temps, Éditions L'Âge d'Homme, coll. « Classiques slaves », 1997, 540 p. (ISBN 2825108448)